# Vlucht van kennis
Vlucht van kennis is een kunstwerk in Amsterdam Nieuw-West.
Het werk van kunstenaar Jentsje Popma hangt aan de noordgevel van een gebouw aan de kruising van de Aletta Jacobslaan en Johan Huizingalaan. Dit gebouw werd in 1957/1958 gebouwd voor IBM (Internationale Bedrijfsmachine Maatschappij NV), dan nog voornamelijk fabrikant van elektronische reken- en typemachines, maar ook al bezig met de eerste computers. Het gebouw, ontworpen door Bert Johan Ouëndag en Henri Timo Zwiers, werd gebouwd in het open veld in Slotervaart.
Popma kwam met een roestvast stalen plastiek. Vlucht van kennis staat daarbij voor de vlucht die kennis en techniek in die jaren nam. Het laat volgens sommigen de aarde zien en volgens anderen een ringkern. Daaruit ontspruiten een staande man en een vliegende man met vogel. Het beeld wordt afgesloten door een reeks wiskundige symbolen (een +, een –, een x en een deelteken, verder nog wortelsymbool, een delta-symbool, een integraalteken en een schisma). De keus voor Popma hier was opmerkelijk omdat het merendeel van zijn werk te zien is in Friesland. 
Het personeelsblad van IBM uit oktober 1959:
"IBM-ers zorgden voor een indrukwekkend huldeblijk op onze nieuwe fabriek. Het ontwerp stelt de zich steeds vernieuwende mens voor: gesymboliseerd door de vermoeide en uitgedoofde figuur, die na in het vuur te zijn opgegaan hieruit weer geestelijk en lichamelijk verjongd opstijgt. De kunstenaar heeft zich laten inspireren door het aloude verhaal van de vuurvogel Phoenix. De geestelijke vernieuwing wordt gesymboliseerd door de vogel en zodoende is het geheel een prachtige visualisering geworden van de voortdurende vooruitgang die een van de grondslagen vormt van het voortbestaan van onze Maatschappij."
De gemeente Amsterdam omschreef het na een onderzoek naar wandkunst in de stad als "waardevol" (om te behouden) in verband met de cultuurhistorische waarde. Voorts constateerde de gemeente een beeldbepalende positie op de gevelwand, alsmede dat het al vanaf relatief grote afstand te zien is.
Popma wendde zich later geheel tot de schilderkunst. IBM vertrok naar andere plaatsen in de stad. In 2018 is de Vreemdelingenpolitie Amsterdam gevestigd in het gebouw.